# NBA 1995./96.
NBA 1995./96. je bila 50. po redu sezona sjevernoameričke profesionalne košarkaške lige.
U finalnoj seriji doigravanja prvaci Istočne konferencije Chicago Bullsi su omjerom 4:2 pobijedili prvake Zapadne konferencije  Seattle SuperSonicse i tako osvojili svoji četvrti naslov prvaka u povijesti, prvi nakon sezone 1992./93. Od ove sezone, u ligu su kao 28. i 29. momčad ušle dvije kanadske momčadi, Toronto Raptorsi i Vancouver Grizzliesi.

## Poredak po divizijama na kraju regularnog dijela sezone
| Atlantic (Istok)    | Atlantic (Istok) | Atlantic (Istok) | Central (Istok)         | Central (Istok) | Central (Istok) | Midwest (Zapad)        | Midwest (Zapad) | Midwest (Zapad) | Pacific (Zapad)            | Pacific (Zapad) | Pacific (Zapad) |
| ------------------- | ---------------- | ---------------- | ----------------------- | --------------- | --------------- | ---------------------- | --------------- | --------------- | -------------------------- | --------------- | --------------- |
| Momčad              | Pob              | Por              | Momčad                  | Pob             | Por             | Momčad                 | Pob             | Por             | Momčad                     | Pob             | Por             |
| Orlando Magic (d)   | 60               | 22               | Chicago Bulls (d)       | 72              | 10              | San Antonio Spurs (d)  | 59              | 23              | Seattle SuperSonics (d)    | 64              | 18              |
| New York Knicks (d) | 47               | 35               | Indiana Pacers (d)      | 52              | 30              | Utah Jazz (d)          | 55              | 27              | Los Angeles Lakers (d)     | 53              | 29              |
| Miami Heat (d)      | 42               | 40               | Cleveland Cavaliers (d) | 51              | 31              | Houston Rockets (d)    | 48              | 34              | Portland Trail Blazers (d) | 44              | 38              |
| Washington Bullets  | 39               | 43               | Atlanta Hawks (d)       | 46              | 36              | Denver Nuggets         | 35              | 47              | Phoenix Suns (d)           | 41              | 41              |
| Boston Celtics      | 33               | 49               | Detroit Pistons (d)     | 46              | 36              | Minnesota Timberwolves | 26              | 56              | Sacramento Kings (d)       | 39              | 43              |
| New Jersey Nets     | 30               | 52               | Charlotte Hornets       | 41              | 41              | Dallas Mavericks       | 26              | 56              | Golden State Warriors      | 36              | 46              |
| Philadelphia 76ers  | 18               | 64               | Milwaukee Bucks         | 25              | 57              | Vancouver Grizzlies    | 15              | 67              | Los Angeles Clippers       | 29              | 53              |
| *                   | *                | *                | Toronto Raptors         | 21              | 61              | *                      | *               | *               | *                          | *               | *               |

Napomena: (d) - ušli u doigravanje, Pob - pobjede, Por - porazi

## Doigravanje
| Istočna konferencija         | Omjer      |            |
| Prva runda                   | Prva runda | Prva runda |
| ---------------------------- | ---------- | ---------- |
| Chicago (1) - Miami (8)      | 3:0        |            |
| Cleveland (4) - New York (5) | 0:3        |            |
| Indiana (3) - Atlanta (6)    | 2:3        |            |
| Orlando (2) - Detroit (7)    | 3:0        |            |
| Konferencijska polufinala    |            |            |
| Chicago (1) - New York (5)   | 4:1        |            |
| Orlando (2) - Atlanta (6)    | 4:1        |            |
| Konferencijsko finale        |            |            |
| Chicago (1) - Orlando (2)    | 4:0        |            |

| Zapadna konferencija          | Omjer      |            |
| Prva runda                    | Prva runda | Prva runda |
| ----------------------------- | ---------- | ---------- |
| Seattle (1) - Sacramento (8)  | 3:1        |            |
| L.A. Lakers (4) - Houston (5) | 1:3        |            |
| Utah (3) - Portland (6)       | 3:2        |            |
| San Antonio (2) - Phoenix (7) | 3:1        |            |
| Konferencijska polufinala     |            |            |
| Seattle (1) - Houston (5)     | 4:0        |            |
| San Antonio (2) - Utah (3)    | 2:4        |            |
| Konferencijsko finale         |            |            |
| Seattle (1) - Utah (3)        | 4:3        |            |

Napomena: u zagradi je plasman unutar konferencije

## Finalna serija
| Utakmica                  | Omjer |
| ------------------------- | ----- |
| Chicago (I) - Seattle (Z) | 4:2   |

Napomena: (I) - pobjednik Istočne konferencije, (Z) - pobjednik Zapadne konferencije

## Nagrade za sezonu 1995./96.
| Nagrada            | Osvajač          | Momčad          |
| ------------------ | ---------------- | --------------- |
| Najkorisniji igrač | Michael Jordan   | Chicago Bulls   |
| Novajlija godine   | Damon Stoudamire | Toronto Raptors |
| Trener godine      | Phil Jackson     | Chicago Bulls   |